# Rasmus Petræus
Rasmus Petræus (* 13. September 1989) ist ein ehemaliger dänischer Triathlet.

## Werdegang
Petræus war in seiner Jugend Schwimmer und wechselte 2006 zum Triathlon. Im Jahr 2007 war er bereits Teil der dänischen Nationalmannschaft und nahm an den Europameisterschaften der Junioren teil.
Sein erster großer internationaler Erfolg gelang ihm 2011, als er die Challenge Aarhus gewinnen konnte. Im darauffolgenden Jahr siegte Petrus beim Triathlon Malmö, beim Volcano Triathlon auf Lanzarote und er wurde Dänischer Triathlon-Meister.
Petræus schloss eine Ausbildung zum Zimmermann ab. Seit 2015 tritt er nicht mehr international in Erscheinung.
Er lebt mit seiner Partnerin Nina Marie in Birkerød Kommune.

## Sportliche Erfolge
| Datum/Jahr    | Rang | Wettbewerb                                     | Austragungsort | Zeit     | Bemerkung                                                    |
| ------------- | ---- | ---------------------------------------------- | -------------- | -------- | ------------------------------------------------------------ |
| 27. Feb. 2015 | 29   | Challenge Dubai                                | Dubai          | 04:00:25 | beim ersten Rennen der „Challenge Triple-Crown-Serie“        |
| 21. Feb. 2015 | 2    | Challenge Philippines                          | Morong         | 04:09:04 |                                                              |
| 18. Mai 2014  | 19   | Ironman 70.3 Barcelona                         | Barcelona      | 04:31:39 | bei der Erstaustragung                                       |
| 22. Feb. 2014 | 6    | Challenge Philippines                          | Morong         | 04:40:00 | nach einer Panne auf der Radstrecke                          |
| 1. Dez. 2013  | 1    | Challenge Laguna Phuket                        | Ko Phuket      | 04:05:06 | [ 6 ]                                                        |
| 1. Sep. 2013  | 11   | Ironman 70.3 Salzburg                          | Zell am See    | 04:01:47 | schnellste Schwimmzeit mit 22:46 min                         |
| 10. Nov. 2012 | 23   | Ironman 70.3 Lanzarote                         | Lanzarote      | 04:38:09 | schnellste Schwimmzeit mit 21:51 min                         |
| 17. Juni 2012 | 3    | Challenge Aarhus                               | Aarhus         | 04:05:20 |                                                              |
| 3. Juli 2011  | 1    | Challenge Aarhus                               | Aarhus         | 03:48:18 | wegen niedriger Temperatur verkürzte Schwimmdistanz (1000 m) |
| 5. Juni 2008  | 45   | ITU Triathlon World Championship Junior Men    | Vancouver      | 01:00:58 |                                                              |
| 10. Mai 2008  | 52   | ETU Triathlon European Championship Junior Men | Lissabon       | 01:03:05 |                                                              |
| 30. Aug. 2007 | 26   | ITU Triathlon World Championship Junior Men    | Hamburg        | 00:56:30 | Triathlon-Weltmeisterschaft der Junioren                     |
| 29. Juni 2007 | 49   | ETU Triathlon European Championship Junior Men | Kopenhagen     | 01:00:28 | Junioren-Europameisterschaft                                 |

| Datum/Jahr    | Rang | Wettbewerb                                      | Austragungsort | Zeit     | Bemerkung                                                                                   |
| ------------- | ---- | ----------------------------------------------- | -------------- | -------- | ------------------------------------------------------------------------------------------- |
| 21. Sep. 2014 | 7    | ITU Long Distance Triathlon World Championships | Weihai         | 05:22:09 | Triathlon-Weltmeisterschaft Langdistanz (4 km Schwimmen, 120 km Radfahren und 20 km Laufen) |
| 29. Sep. 2013 | 1    | ITU Long Distance Triathlon World Series        | Weihai         | 04:06:36 |                                                                                             |
| 21. Aug. 2011 | 8    | ETU Europameisterschaft Langdistanz             | Tampere        | 05:41:33 | 4 km Schwimmen, 120 km Radfahren und 30 km Laufen                                           |

(DNF – Did Not Finish)